# Legends Never Die (Juice Wrld)
Legends Never Die è il terzo album in studio del rapper statunitense Juice Wrld, pubblicato il 10 luglio 2020 dalla Grade A Productions e Interscope Records.

## Descrizione
Si tratta del primo progetto postumo dell'interprete, morto a causa di un attacco epilettico l'8 dicembre 2019.

## Antefatti
A seguito della morte di Juice, è stato dichiarato che il rapper aveva registrato oltre duemila canzoni inedite, le quali sarebbero apparse in un futuro album in studio.
Il 4 maggio 2020 la pubblicazione del disco è stata annunciata dalla ragazza di Juice, Ally Lotti, sotto il nome di The Outsiders. In seguito il titolo è stato cambiato in Legends Never Die.
L'11 luglio 2025, in occasione del quinto anniversario dell'uscita dell'album, viene pubblicata una nuova edizione contenente quattro tracce aggiuntive.

## Tracce
1. Anxiety (Intro) – 1:10 (testo: Jarad Higgins)
2. Conversations – 3:01 (testo: Jarad Higgins, Ronald Spence Jr., Gabriel Guerra – musica: Ronny J, DJ Scheme)
3. Titanic – 2:56 (testo: Jarad Higgins, Dwan Avery, Masamune Kudo – musica: DY Krazy, Rex Kudo)
4. Bad Energy – 3:06 (testo: Jarad Higgins, David Biral, Denzel Baptiste, Blake Slatkin – musica: Take a Daytrip, Slatkin)
5. Righteous – 4:02 (testo: Jarad Higgins, Nicholas Mira, Ryan Vojtesak – musica: Nicholas Mira, Ryan Vojtesak)
6. Blood on My Jeans – 2:34 (testo: Jarad Higgins, Filip Gezin, Max Lord, Arian-Znovimir Vuica – musica: Gezin, Max Lord, StrapaZoot)
7. Smile (feat. The Weeknd) – 3:16 (testo: Jarad Higgins, Abel Tesfaye, Nicholas Mira, Cody Rounds, Danny Snodgrass Jr. – musica: Nick Mira, Cxdy, Taz Taylor)
8. Tell Me U Luv Me (feat. Trippie Redd) – 3:00 (testo: Jarad Higgins, Michael White, Nicholas Mira, Tanner Katich – musica: Nicholas Mira, OK Tanner)
9. Hate the Other Side (con Marshmello feat. Polo G & The Kid Laroi) – 2:40 (testo: Jarad Higgins, Christopher Comstock, Taurus Bartlett, Charlton Howard, Niles Hollowell-Dhar, David Lynn Moody – musica: Marshmello)
10. Get Through It (Interlude) – 0:20 (testo: Jarad Higgins)
11. Life's a Mess (con Halsey) – 3:22 (testo: Jarad Higgins, Ashley Frangipane, Rex Kudo, Vojesak – musica: Rex Kudo, Charlie Handsome, Rick Rubin, Heavy Mellow)
12. Come & Go (con Marshmello) – 3:25 (testo: Jarad Higgins, Christopher Comstock – musica: Marshmello)
13. I Want It – 2:53 (testo: Jarad Higgins, Andre Proctor, Sebastian Lopez, Tyler Turner – musica: Dre Moon, 1Mind, Tyler, Brandon Buttner)
14. Fighting Demons – 3:20 (testo: Jarad Higgins, Nicholas Mira, Darien Marchand – musica: Nicholas Mira, SidePce)
15. Wishing Well – 3:14 (testo: Jarad Higgins, Lukasz Gottwald, Darrel Jackson – musica: ChopSquad DJ, Dr. Luke)
16. Screw Juice – 2:59 (testo: Jarad Higgins, Nicholas Mira – musica: Nicholas Mira)
17. Up Up and Away – 2:27 (testo: Jarad Higgins, Rex Kudo, Vojesak – musica: Rex Kudo, Charlie Handsome)
18. The Man, The Myth, The Legend (Interlude) – 2:16 (testo: Jarad Higgins)
19. Stay High – 2:48 (testo: Jarad Higgins, Lloyd Mizell, Khaled Rohaim – musica: 2fly, KhaledBeats, Sid Mallick)
20. Can't Die – 3:02 (testo: Jarad Higgins, Avery, Morgan O'Connor – musica: DY Krazy, Morgan O'Connor)
21. Man of the Year – 2:16 (testo: Jarad Higgins, Skrillex, Rex Kudo, Everett Romano, Joe Reeves – musica: Skrillex, Rex Kudo, Heavy Mellow, Reeves)
22. Juice Wrld Speaks from Heaven (Outro) – 0:30 (testo: Jarad Higgins)

5th Anniversary Edition
1. The Way (con XXXTentacion) – 3:50 (testo: Jarad Higgins, Jahseh Onfroy, John Cunningham – musica: John Cunningham)
2. All Life Long – 3:28 (testo: Jarad Higgins, Oladipo Omishore, Denzel Baptiste, David Biral – musica: Dot Da Genius, Take a Daytrip)
3. In My Head – 3:12 (testo: Jarad Higgins, Jeffrey LaCroix, Max Lord, Sheldon Ferguson – musica: TrePounds, Max Lord, Sheldon Ferguson)
4. Face 2 Face – 2:04 (testo: Jarad Higgins, Ryan Vojtesak, Masamune Kudo, Joe Reeves – musica: Charlie Handsome, Rex Kudo, Joe Reeves)

## Classifiche

### Classifiche settimanali
| Classifica (2020) | Posizione massima |
| ----------------- | ----------------- |
| Australia         | 1                 |
| Austria           | 2                 |
| Belgio (Fiandre)  | 3                 |
| Belgio (Vallonia) | 18                |
| Canada            | 1                 |
| Danimarca         | 1                 |
| Estonia           | 1                 |
| Finlandia         | 1                 |
| Francia           | 23                |
| Germania          | 4                 |
| Irlanda           | 1                 |
| Islanda           | 1                 |
| Italia            | 9                 |
| Lettonia          | 1                 |
| Lituania          | 2                 |
| Norvegia          | 1                 |
| Nuova Zelanda     | 1                 |
| Paesi Bassi       | 2                 |
| Regno Unito       | 1                 |
| Repubblica Ceca   | 1                 |
| Slovacchia        | 3                 |
| Spagna            | 12                |
| Stati Uniti       | 1                 |
| Svezia            | 3                 |
| Svizzera          | 2                 |

### Classifiche di fine anno
| Classifica (2020) | Posizione |
| ----------------- | --------- |
| Australia         | 13        |
| Austria           | 41        |
| Belgio (Fiandre)  | 21        |
| Belgio (Vallonia) | 184       |
| Canada            | 12        |
| Danimarca         | 17        |
| Irlanda           | 13        |
| Islanda           | 23        |
| Norvegia          | 4         |
| Nuova Zelanda     | 23        |
| Paesi Bassi       | 14        |
| Regno Unito       | 17        |
| Stati Uniti       | 9         |
| Svezia            | 25        |
| Classifica (2021) | Posizione |
| Australia         | 29        |
| Austria           | 22        |
| Belgio (Fiandre)  | 25        |
| Canada            | 13        |
| Danimarca         | 24        |
| Germania          | 95        |
| Irlanda           | 39        |
| Islanda           | 72        |
| Norvegia          | 17        |
| Nuova Zelanda     | 32        |
| Paesi Bassi       | 20        |
| Regno Unito       | 36        |
| Stati Uniti       | 11        |
| Svezia            | 82        |
| Classifica (2022) | Posizione |
| Australia         | 82        |
| Austria           | 66        |
| Belgio (Fiandre)  | 72        |
| Paesi Bassi       | 97        |
| Regno Unito       | 98        |